# Scopula emma
Scopula emma är en fjäril som beskrevs 1913 av Louis Beethoven Prout. Arten ingår i släktet Scopula och familjen mätare.
Arten delas upp i två underarter:
- Scopula emma emma
- Scopula emma jordani (West, 1930)